# Мартен, Марица
Марица Мартен Гарсиа (исп. Maritza Martén García; 17 августа 1963, Гавана) — бывшая кубинская легкоатлетка, специализировавшаяся в метании диска. Олимпийская чемпионка, трёхкратная победительница Панамериканских игр.

## Карьера
Первым успехом в карьере Мартен стала серебряная медаль, завоёванная в 1982 году на молодёжном чемпионате Центральной Америки в толкании ядра.
Уже через год эта спортсменка выиграла Панамериканские игры, разделив победу в турнире метательниц диска с соотечественницей Марией Бетанкур.
Из-за бойкота Кубой Олимпиад 1984 и 1988 годов Мартен не имела возможности побороться за олимпийские медали. Несмотря на это она продолжила успешно выступать, защитив в 1987 году титул победительницы Панамериканских игр и выиграв в 1985 году Универсиаду.
Неудачными были только выступления кубинки на чемпионатах мира. За свою карьеру она принимала участие в четырёх мировых первенствах. В Риме и Токио она занимала места на краю десятки лучших (9 и 10 соответственно), а на чемпионатах мира 1993 года в Штутгарте и 1995 года в Гётеборге она дважды становилась четвёртой.
Впервые на Олимпийских играх Мартен выступила в 1992 году. В квалификации она уверенно выполнила норматив и заняла третье место с результатом 65.02. В финальном раунде она метнула свой диск на 70.06, опередив всех своих соперниц более чем на два метра.
В 1996 году Марица предпринимала попытку защитить олимпийский титул, но с результатом 60.08 даже не прошла в основные соревнования, после чего приняла решение завершить карьеру.